# Lee Evans (football américain)
Pour les articles homonymes, voir Lee Evans et Evans.
(en) Statistiques sur pro-football-reference
Lee Evans est un joueur américain de football américain, né le  11 mars 1981 à Bedford (Ohio), qui évolue au poste de wide receiver (receveur éloigné).

## Carrière

### Universitaire
Il effectue sa carrière universitaire avec les Badgers du Wisconsin.

### Professionnelle
Il a été drafté au 1er tour (13e choix) en 2004 par les Bills de Buffalo.
Le  19 novembre 2006, il a battu le record NFL de yards à la réception pendant un quart-temps (205 yards) et le nombre total de yards à la réception durant un match des Bills de Buffalo (265 yards).
Le 12 août 2011, il est échangé par Buffalo aux Ravens de Baltimore contre le quatrième choix de Baltimore au draft de la NFL de 2012.